# NGC 5648
NGC 5648 (NGC 5649) é uma galáxia espiral (Sbc) localizada na direcção da constelação de Boötes. Possui uma declinação de +14° 01' 24" e uma ascensão recta de 14 horas, 30 minutos e 32,5 segundos.
A galáxia NGC 5648 foi descoberta em 19 de Março de 1787 por William Herschel.